# Thomas Fetzer

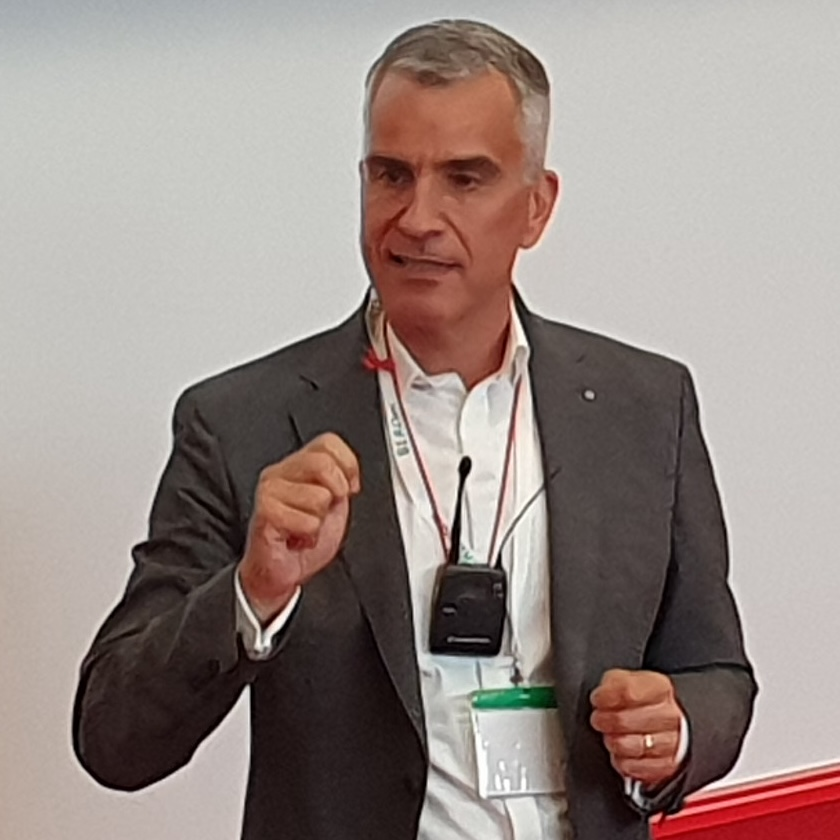
Thomas Fetzer als Keynote Speaker in der Mannheim Business School (2024)

Thomas Fetzer (* 1974 in Mannheim) ist ein deutscher Rechtswissenschaftler und seit 1. Oktober 2024 Rektor der Universität Mannheim.

## Wirken
Fetzer studierte an der Universität Mannheim und der Vanderbilt University in den USA (LL.M.). Nach seiner Promotion (2000) habilitierte er sich 2009 über das Thema Staat und Wettbewerb in dynamischen Märkten: Eine juristisch-ökonomische Untersuchung unter besonderer Berücksichtigung der sektorspezifischen Telekommunikationsregulierung in Deutschland und den USA. Zwischen 2010 und 2012 hatte er die Professur für Steuerrecht und Wirtschaftsrecht an der TU Dresden inne. Seit 2012 ist er Inhaber des Lehrstuhls für Öffentliches Recht, Regulierungsrecht und Steuerrecht an der Universität Mannheim. Zwischen Mai 2020 und Oktober 2021 war er Richter im Nebenamt am Verwaltungsgerichtshof Baden-Württemberg.
Seine Forschungsschwerpunkte sind das Recht der sektorspezifischen Regulierung von Netzindustrien, insbesondere der Telekommunikationsregulierung, wettbewerbliche und regulatorische Fragen der digitalen Wirtschaft sowie des europäischen Steuerrechts.
Am 31. Januar 2024 wählten ihn Senat und Universitätsrat der Universität Mannheim einstimmig zum neuen Rektor. Er löste am 1. Oktober 2024 den vorherigen Amtsinhaber Thomas Puhl ab.

## Schriften (Auswahl)
- Thomas Fetzer: Die Besteuerung des Electronic Commerce im Internet. Zugl.: Mannheim, Univ., Diss., 2000 (= Mannheimer Beiträge zum öffentlichen Recht und Steuerrecht. Band 24). Lang, Frankfurt am Main / Berlin / Bern / Wien 2000, ISBN 978-3-631-37027-8.
- Thomas Fetzer: Staat und Wettbewerb in dynamischen Märkten: eine juristisch-ökonomische Untersuchung unter besonderer Berücksichtigung der sektorspezifischen Telekommunikationsregulierung in Deutschland und den USA. Teilw. zugl. : Mannheim, Univ., Habil.-Schr., 2009 (= Jus Publicum. Band 219). Mohr Siebeck, Tübingen 2013, ISBN 978-3-16-150376-4.
- Markus Köhler, Thomas Fetzer: Recht des Internet (= Start ins Rechtsgebiet). 8. Auflage. C.F. Müller, Heidelberg 2016, ISBN 978-3-8114-4265-8.
- Thomas Fetzer, Hans-Wolfgang Arndt: Einführung in das Steuerrecht (= Start ins Rechtsgebiet Öffentliches Recht). 5. Auflage. C.F. Müller, Heidelberg 2019, ISBN 978-3-8114-4909-1.
- Thomas Fetzer, Joachim Scherer, Kurt Graulich (Hrsg.): TKG: Telekommunikationsgesetz: Kommentar (= Berliner Kommentare). 3. Auflage. Erich Schmidt Verlag, Berlin 2021, ISBN 978-3-503-19195-6.